# Władca lalek 10: Powstanie osi
Władca Lalek 10: Powstanie osi (ang. Puppet Master X: Axis Rising) – amerykański horror z 2012 roku w reżyserii Charlesa Banda. To bezpośredni sequel filmu Władca lalek: Oś zła i dziesiąta część z serii Władcy lalek.

## Fabuła
Akcja filmu rozpoczyna się po wydarzeniach z poprzedniej części. Ozu, wysłanniczka nazistów, zostaje pojmana przez generała Moebiusa. W zamian za życie przekazuje mu jedną z lalek i odrobinę płynu animacyjnego, jednakże Moebius zaraz potem ją zabija. Tymczasem opiekun lalek Danny i jego dziewczyna Beth, dowiadują się o kradzieży jednej z nich. Wpadają również na trop tajnej nazistowskiej bazy, gdzie na zlecenie generała Moebiusa dr Freuhoffer eksperymentuje z płynem Toulona, tworząc serię zabójczych marionetek dla III Rzeszy. By go powstrzymać Blade, Leech Woman i pozostałe lalki przeprowadzają atak na jego laboratorium. Beth uaktywnia też lalkę kamikadze, która niszczy laboratorium, a Blade zabija Moebiusa. Jednakże ze zgliszczy udaje się uciec doktorowi Freuhofferowi razem z ampułką płynu animacyjnego.

## Obsada
- Kip Canyon – Danny
- Jean Louise O’Sullivan – Beth
- Terumi Shimazu – Ozu
- Scott King – Moebius
- Paul Thomas Arnold – Generał Porter
- Oto Brezina – Freuhoffer
- Brad Potts – Sierżant Stone
- Stephanie Sanditz – Uschi
- Kurt Sinclair Major Collins

### Lista lalek występujących w filmie
- Blade
- Pinhead
- Leech Woman
- Jester
- Tunneler
- Six Shooter